# Stelis micrantha
Stelis micrantha är en orkidéart som först beskrevs av Olof Swartz, och fick sitt nu gällande namn av Olof Swartz. Stelis micrantha ingår i släktet Stelis och familjen orkidéer. Inga underarter finns listade i Catalogue of Life.